# Nathanael Steenholdt
Johannes Jens Nathanael Steenholdt (4. června 1874, Maniitsoq u Aasiaatu – 2. srpna 1919, Innalik) byl grónský lovec a zemský rada zasedající v druhé severogrónské zemské radě.

## Život
Nathanael Steenholdt se narodil v severním Maniitsoqu (již opuštěná grónská osada v okrese Aasiaat) jako syn Jense Nielse Steenholdta (1843–?) a manželky Louise Marie Birthe Olsenové (1844–?). Později žil jižněji jako lovec v Qeqertarsuatsiaatu. Dne 7. června 1896 se v Aasiaatu oženil s Marií Nikol Sárou Steenholdtovou. Je dědečkem bratrů Alibaka, Otta a Konrada Steenholdta.
V roce 1916 byl Nathanael, který pracoval jako lovec, zvolen do zemské rady Severního Grónska, zemřel však v Innaliku v létě 1919 ve věku 45 let ještě v době zasedání zákonodárného sboru. Na jeho místo pak nastoupil jeho zástupce Jonas Mikisuluk.